# Estany Negre (sjö i Spanien)
Estany Negre är en sjö i Spanien.   Den ligger i provinsen Província de Lleida och regionen Katalonien, i den nordöstra delen av landet, 400 km nordost om huvudstaden Madrid. Estany Negre ligger 2 126 meter över havet.  Trakten runt Estany Negre består i huvudsak av gräsmarker.